# Escape Room (2017, Will Wernick)
Escape Room ist ein US-amerikanischer Horrorfilm aus dem Jahr 2017. Der Film handelt von sechs Freunden, die sich nach einer Geburtstagsfeier bei einem Escape Game aus unterschiedlichen Räumen befreien müssen.

## Handlung
Ein eingesperrter Mann löst ein Rätsel und entscheidet sich mit einem Schlüssel für ein goldenes Schloss. Er wird sofort vergiftet und stirbt. Auf einer Autofahrt hört ein Unbekannter, wie ein Gefangener namens Marcus mit Quizfragen und Elektroschocks gequält wird.
Tyler feiert seinen 30. Geburtstag mit seiner Freundin Christen, seiner Schwester Tabby, deren Partner Conrad, sowie den weiteren Freunden Natasha und Anderson. Bei der Feier im Restaurant schenkt Christen ihm teure Gutscheine für ein Escape Game in Los Angeles. Dann werden die sechs Freunde mit einem abgedunkelten Auto abgeholt. Auf der Fahrt zum unbekannten Ort sammelt Christen die Handys und Geldbörsen ein und zeigt einen Würfel, den sie als Einladung bekommen hat. Nach der Ankunft müssen alle Teilnehmer außer Christen Augenbinden umbinden. Sie werden auf verschiedene Räume verteilt und haben 60 Minuten Zeit, um sich zu befreien.
Tyler befindet sich in einem Raum voller alter Fernseher, Uhren und Zeitungen. Natasha und Anderson sind in einem Jagdzimmer mit Handschellen und Seilen aneinandergebunden. Tabby und Conrad stehen in einem Sektionsraum, wobei er einen Keuschheitsgürtel mit Zahlenschloss trägt. Beide Paare lösen ihre Fesseln. Tyler öffnet mit Rätseln eine Tür und kommt mit Natasha und Anderson zusammen. Die drei Freunde finden eine Scheibe und sehen Tabby und Conrad beim Knutschen. Durch eine versteckte Tür kommen die fünf Teilnehmer zusammen. Auf den Fernsehern sehen sie Christen, die in einem Käfig gefangen ist. Tyler denkt, dass es das Ziel des Escape Games ist, seine Freundin zu befreien.
In einer Zeitung, die vor 30 Jahren an Tylers Geburtstag erschien, finden die fünf Freunde einen Hinweis auf ein Lösungswort. Trotz der richtigen Lösung schließt sich jedoch die Tür zum Sektionsraum. Tabby und Conrad sterben darin durch einströmende Säure. Daraufhin macht Natasha Anderson Vorwürfe, während Tyler die nackte Christen auf dem Bildschirm betrachtet. Tyler findet einen Lüftungsschacht und die drei Überlebenden klettern hindurch. Anderson löst mitten im Schacht das Rätsel der Sphinx, wird aber direkt danach von einem herabfallenden Blech getötet. Tyler und Natasha kommen zurück in den Raum mit den Fernsehern. Als Natasha ein Rätsel mit farbigen Kabeln löst, ertönt laut das Lied Teddy Bears' Picnic, das Tyler nicht ausstehen kann. In einem Bärenkopf im Jagdzimmer entdeckt er einen Griff, mit dem die Tür geöffnet werden kann. Da Natasha zu schwach ist, um die schwere Tür zu öffnen, muss sie den Griff ziehen. Dabei wird ihr Arm abgetrennt und Tyler geht alleine raus.
Er sieht Christen wieder auf einem großen Monitor. Nun unterstellt er ihr, die anderen Freunde getötet zu haben. Dann leuchten bei beiden zwei rote Schalter auf. Tyler entscheidet sich wütend für „Rette mich“, während Christen auf „Rette ihn“ drückt. Daraufhin wird er von hinten mit einem Nagel erstochen. Christen kommt aus dem Käfig frei, der sich auf einem Lastwagen befand. Sie wählt den Notruf, aber das Gespräch wird durch eine männliche Stimme unterbrochen. Der Spielleiter sieht auf seinen Monitoren Szenen aus einem edlen Bordell und sagt zu Christen, dass sie das alles gewollt habe. Er fragt sie, wer entkommen sei – sie oder die Freunde. Christen bricht zusammen und hört nicht mehr auf den zurückkehrenden Notruf.

## Rezeption
Escape Room wurde in den Rezensionen größtenteils negativ bewertet. In der Rezension von Cineclub werden Parallelen zu Saw gezogen, aber der Film zu einem „unangenehm schmeckenden Cocktail von Nichtigkeiten“ erklärt. Neben der Langeweile am Anfang bezieht sich die schlechte Bewertung vor allem auf die Schauspieler („spielen durch die Bank seelenlos einen Plot herunter“) und die mangelhafte Synchronisation, während das Setting mit den Räumen und Rätsel Lob bekommt. Ähnlich bewertet Christopher Diekhaus den Film in seiner Rezension bei blairwitch.de. Er wirft „Wernicks Möchtegernschocker billigstes Exploitation-Niveau“ vor. Die grundsätzliche Idee mit dem tödlichen Escape Room sei „durchaus tragfähig, hätte jedoch erzählerisch und inszenatorisch viel besser ausgearbeitet werden müssen, um echten Schrecken hervorzurufen“.